# South Inkai
La mine de South Inkai (Inkaï sud) est une mine d'uranium par lixiviation in situ localisée dans le bassin du Tchou-Saryssou à proximité du petit village de Taïkonur, à environ 100 km au nord-ouest du village de Suzak dans la province du Kazakhstan-Méridional. 
South Inkai représente un gisement estimé à 135,4 millions de tonnes de minerai à 0.026% uranium. D'autres sources estime le gisement à 10808 tonnes d'uranium à 0,025%.
Elle est située à proximité de la mine d'Inkai dont le gisement a été découvert en 1976.
La production de la mine de South Inkai démarre en janvier 2009, après un programme de test de 15 mois.
En 2013, la mine de South Inkai  produit 2030 tonnes de concentrés d'uranium, dont 1421 tonnes appartiennent à Uranium One.